# 碲化钬
碲化钬是一种无机化合物，为钬的碲化物之一，化学式Ho2Te3，它可由碲和钬按化学计量比反应得到。它可以溶于碲化铟，形成含HoInTe3相（包晶温度890 K）的固溶体。